# Joseph Mazzello
Joseph "Joe" Mazzello III (Rhinebeck (New York), 21 september 1983) is een Amerikaans acteur. Hij vertolkte een van de drie hoofdrollen in de HBO-miniserie The Pacific, waar hij de rol van Eugene Sledge opnam en speelde Dustin Moskovitz in The Social Network. Ook vertolkte Mazzello de Britse bassist John Deacon in Bohemian Rhapsody in 2018

## Carrière
Mazzello's carrière als jeugdacteur vatte reeds aan op zesjarige leeftijd met rollen in Unspeakable Acts uit 1990, Presumed Innocent uit 1991 en Radio Flyer uit 1992, samen met Elijah Wood. In 1993 kreeg hij de rol van Tim Murphy, een van de kleinkinderen van miljardair John Hammond in Jurassic Park. Verder volgden nog Shadowlands eveneens in 1993, The River Wild uit 1994 en The Cure uit 1995. Toen Stanley Kubrick nog werkte aan de voorbereiding van Artificial Intelligence: A.I., had hij in 1994 Mazzello op het oog voor de hoofdrol.  Het project liep evenwel verdere vertraging op, en Kubrick stierf voor hij het verder kon afwerken.  Steven Spielberg castte uiteindelijk Haley Joel Osment voor de rol. Mazzello vertolkte als volwassene rollen in onder meer The Hollow en Raising Helen, beide films uit 2004.
Hij vertolkt de rol van Queens basgitarist John Deacon in de film Bohemian Rhapsody (2018)

## Filmografie

### Films
| Jaar | Titel                               | Rol                | Opmerkingen              |
| ---- | ----------------------------------- | ------------------ | ------------------------ |
| 1990 | Unspeakable Acts                    | Jason Harrison     | Televisiefilm            |
| 1990 | Presumed Innocent                   | Wendell McGaffney  |                          |
| 1992 | Radio Flyer                         | Bobby              |                          |
| 1992 | Jersey Girl                         | Jason              |                          |
| 1992 | Desperate Choices: To Save My Child | Willy Robbins      | Televisiefilm            |
| 1993 | Jurassic Park                       | Tim Murphy         |                          |
| 1993 | Shadowlands                         | Douglas Gresham    |                          |
| 1994 | The River Wild                      | Roarke Hartman     |                          |
| 1995 | High Lonesome: A Father for Charlie | Charlie            | Televisiefilm            |
| 1995 | The Cure                            | Dexter             |                          |
| 1995 | Three Wishes                        | Tom Holman         |                          |
| 1997 | The Lost World: Jurassic Park       | Tim Murphy         | Cameo                    |
| 1997 | Star Kid                            | Spencer Griffith   |                          |
| 1998 | Simon Birch                         | Joe Wenteworth     |                          |
| 1998 | The Adventures of Buratino          | Buratino/Pinocchio | Stem voor Engelse versie |
| 2001 | Wooly Boys                          | Charles            |                          |
| 2004 | Raising Helen                       | Prom date Peter    |                          |
| 2004 | The Hollow                          | Scott              |                          |
| 2006 | The Sensation of Sight              | Tripp              |                          |
| 2007 | Matters of Life and Death           | David Jennings     | Korte film               |
| 2009 | Beyond All Boundaries               | Eugene B. Sledge   | Korte film               |
| 2010 | The Social Network                  | Dustin Moskovitz   |                          |
| 2011 | Allison                             | Joe                | Korte film               |
| 2011 | First Kiss                          | Derek              | Korte film               |
| 2013 | G.I. Joe: Retaliation               | Mouse              |                          |
| 2013 | Dear Sidewalk                       | Gardner            |                          |
| 2016 | Undrafted                           | Pat Murray         | Ook regisseur            |
| 2018 | Bohemian Rhapsody                   | John Deacon        |                          |

### Televisie
| Jaar | Titel                             | Rol                  | Opmerkingen                        |
| ---- | --------------------------------- | -------------------- | ---------------------------------- |
| 2002 | Providence                        | Tony                 | Twee afleveringen                  |
| 2003 | CSI: Crime Scene Investigation    | Justin Lamond        | Aflevering: "One Hit Wonder"       |
| 2004 | Without a Trace                   | Sean Stanley         | Aflevering: "Legacy"               |
| 2010 | The Pacific                       | Eugene Sledge        | Miniserie; 10 afleveringen         |
| 2012 | Coma                              | Geoffrey Fairweather | Miniserie; 2 afleveringen          |
| 2013 | Justified                         | Billy St. Cyr        | 3 afleveringen                     |
| 2014 | Person of Interest                | Daniel Casey         | 2 afleveringen                     |
| 2016 | Elementary                        | Griffin              | Aflevering: "A Study in Charlotte" |
| 2021 | Impeachment: American Crime Story | Paul Begala          | Terugkerende rol                   |

- Bibliothèque nationale de France: cb142050755 (data)
- Gemeinsame Normdatei: 143010107
- International Standard Name Identifier: 0000 0001 2197 5702
- Library of Congress Control Number: no00073676
- Nationale Bibliotheek van Tsjechië: xx0250202
- Nationale Bibliotheek van Israël: 987007335318605171
- Nederlandse Thesaurus van Auteursnamen: 157855341
- Système universitaire de documentation: 14843410X
- Virtual International Authority File: 163823110
- WorldCat: E39PBJc3HPVB3xQdPCTqGBJv73